# Plantloon

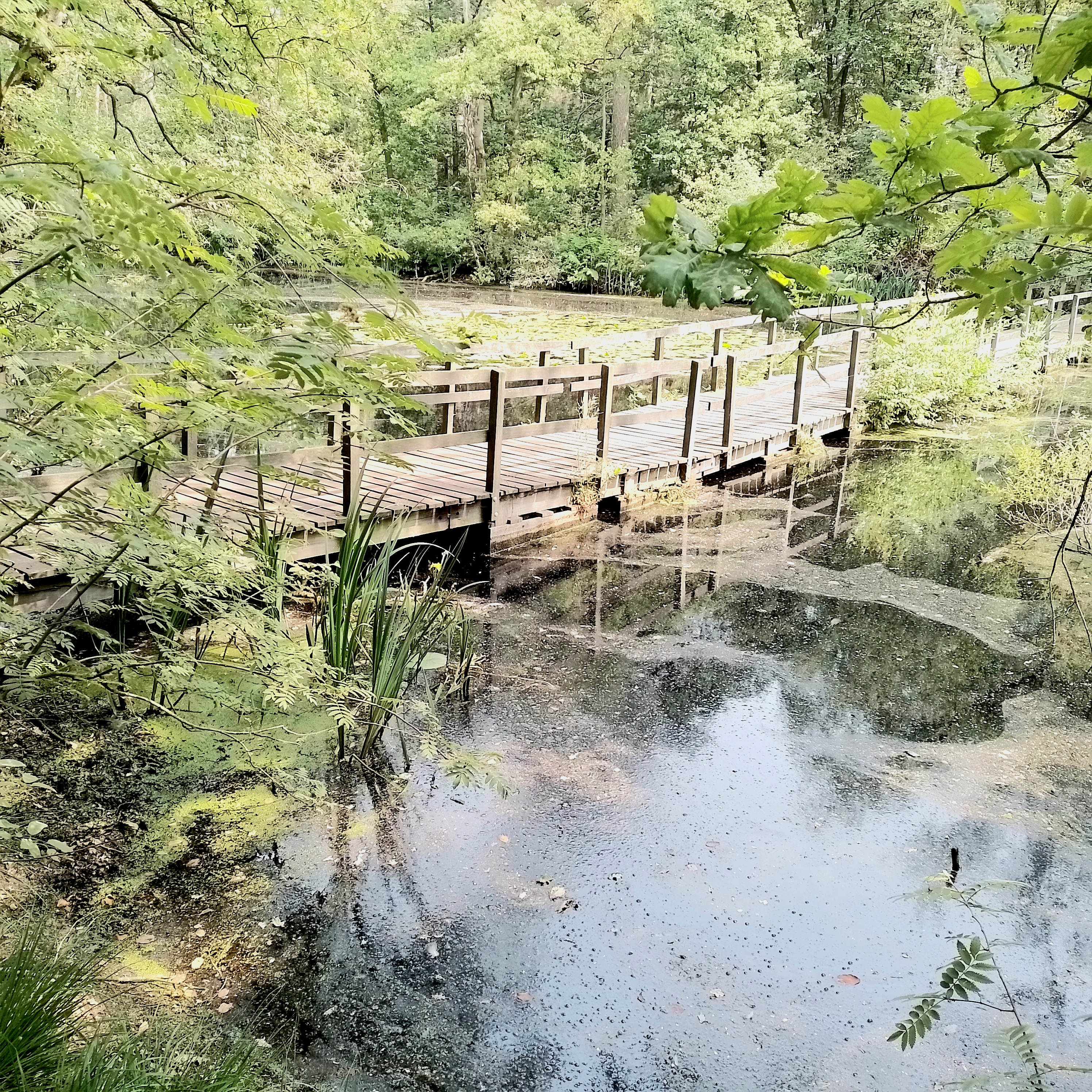
Landgoed Plantloon aan de rand van Kaatsheuvel

Plantloon uitspraakⓘ is een landgoed en natuurgebied dat ten zuidoosten van Waalwijk is gelegen op het grondgebied van de gemeente Loon op Zand. Het gebied meet 262 ha en is eigendom van Natuurmonumenten.
Het gebied sluit in het zuiden aan op de Loonse en Drunense Duinen en in het noordoosten, aan de overzijde van het Afwateringskanaal 's-Hertogenbosch-Drongelen, op de Baardwijkse Overlaat. Sinds 1994 maakt het deel uit van het Nationaal Park Loonse en Drunense Duinen, maar het heeft een ander karakter, namelijk een landgoedkarakter. Er zijn namelijk lanen, weilanden, bossen en enkele boerderijen.
In het noorden van het gebied ligt de langgerekte Galgenwiel, dat is ontstaan op 4 maart 1658 bij een doorbraak van de Beerse Maas. Hier komt onder meer moerashertshooi voor. In de bossen huizen roofvogels en uilen. De graslanden zijn broedplaatsen voor weidevogels.
In het gebied is een wandelroute uitgezet.

## Geschiedenis
Iets zuidelijker loopt nog een stuk van de Turfvaart, welke Paul van Haastrecht, heer van Venloon, in 1396 liet aanleggen. De heer van Waalwijk, Foijken Foijkenszoon, was het daar niet mee eens en wilde tol over de turfvaart heffen. De opvolger van Paul, Dirk van Haastrecht, richtte toen in het uiterste noorden van het gebied een galg op om aan te duiden dat het zijn rechtsgebied betrof, waar de heer van Waalwijk niets over te zeggen had. Aldus komt de Galgenwiel aan zijn naam. Vanuit 's-Hertogenbosch werd een strafexpeditie naar Waalwijk gehouden. De stad werd ingenomen en Foijken vluchtte. Er werden nog twee radkruisen naast de galg neergezet, waarop twee misdadigers geradbraakt werden. Dit alles om te onderstrepen dat dit gebied tot Venloon behoorde. In 1445 echter kwam in Baardwijk een zekere Dirk van der Merwede aan de macht. Baardwijk behoorde tot het Graafschap Holland. Dirk trok met gewapende mannen het gebied in en saboteerde het turftransport naar 's-Hertogenbosch. Hij probeerde Waalwijk onder Hollands gezag te brengen en tegelijkertijd ook het gebied dat nu Plantloon is. Het kwam tot een proces dat in 1481 door Paul van Haastrecht jr., de toenmalige heer van Venloon, gewonnen werd. Dirk en zijn nakomelingen moesten zelfs de Turfvaart weer in orde maken. De schulden werden echter kwijtgescholden en de oorlog was voorbij.

## Landgoed
Het landgoed is onder meer eigendom geweest van de Waalwijkse bankier Vic Timmermans. Centraal ligt de hoeve Plantloon, een grote L-vormige boerderij met rieten dak. Verder liggen er nog verspreide boerderijen zoals de Achterste Hoeve en de zeer fraaie, voormalige boswachterswoning. De Achterste Hoeve is de oude verbinding tussen dit gehucht, de Pessert en de Fellenoort. (bron topokaart 1851)